# Edward Tadla
Edward Tadla (ur. 5 kwietnia 1902 w Przemyślu, zm. 23 czerwca 1981 w Londynie) – polski sędzia, działacz harcerski i sportowy.

## Życiorys
Edward Tadla urodził się 5 kwietnia 1902 w Przemyślu. Kształcił się w I Gimnazjum w Przemyślu, gdzie w 1921 ukończył VIII klasę i zdał egzamin dojrzałości. Na początku lat 20. publikował w piśmie „Ku Świtom”, przemyskim miesięczniku poświęconym sprawom młodzieży. Ukończył studia na Wydziale Prawa Uniwersytetu Jana Kazimierza we Lwowie uzyskując tytuł magistra praw. 
Pod koniec lat 20. był protokolantem w Sądzie Okręgowym w Przemyślu. Na początku 1930 jako aplikant przy SO w Przemyślu zdał egzamin sędziowski z postępem bardzo dobrym. Jako egzaminowany aplikant sądowy w okręgu Sądu Apelacyjnego we Lwowie 14 lutego 1930 został mianowany asesorem sądowym w okręgu Sądu Apelacyjnego we Lwowie, po czym 24 marca 1930 mianowany sędzią Sądu Powiatowego w Budzanowie i przeniesiony tam jako asesor Sądu Powiatowego w Przemyślu. Później był sędzią grodzkim w Budzanowie (1931/1933), sędzią Sądu Grodzkiego w Czortkowie (1934) oraz sędzią Sądu Okręgowego w Czortkowie (1935/1936). Należał do Koła w Czortkowie Zrzeszenia Sędziów i Prokuratorów Rzeczypospolitej Polskiej.
W Przemyślu udzielał się w pracy społecznej. 20 września 1928 został wybrany członkiem komisji rewizyjnej Wydziału Harcerskiego w Przemyślu, najwyższej instancji harcerskiej w mieście. Do 3 stycznia 1929 pełnił funkcję prezesa zarządu Harcerskiego Klubu Sportowego „Czuwaj” Przemyśl. 23 marca 1930 został wybrany członkiem zarządu HKS Czuwaj. 3 stycznia 1930 został wybrany członkiem sądu honorowego Akademickiego Koła Przemyślan.
Podczas II wojny światowej został deportowany przez sowietów do łagrów. Po odzyskaniu wolności był żołnierzem w służbie sprawiedliwości 2 Korpusu Polskiego. 
Po wojnie pozostał na emigracji w Wielkiej Brytanii. Jako urzędnik w Londynie został naturalizowany w Wielkiej Brytanii 14 stycznia 1964. 4 marca 1955 został powołany przez Prezydenta RP na uchodźstwie Augusta Zaleskiego na stanowisko sędziego Sądu Obywatelskiego w Londynie na okres do 15 października 1956. Zmarł 23 czerwca 1981 w Londynie.

## Odznaczenie
- Odznaka Ofiarnych O.K.O.P.[26]